# Batalha
Batalha (czyt. Batalia) – miejscowość w Portugalii, leżąca w dystrykcie Leiria, w regionie Centrum w podregionie Pinhal Litoral. Miejscowość jest siedzibą gminy o tej samej nazwie.

## Nazwa
Została założona wraz z ufundowaniem Klasztoru Matki Boskiej Zwycięskiej (Mosteiro de Santa Maria da Vitória) przez króla Portugalii Jana I w podzięce za cudowną interwencję Matki Boskiej i zwycięstwo nad Hiszpanami w bitwie pod Aljubarrotą (batalha znaczy po portugalsku „bitwa”).

## Demografia
| Liczba ludności gminy Batalha (1801–2011) | Liczba ludności gminy Batalha (1801–2011) | Liczba ludności gminy Batalha (1801–2011) | Liczba ludności gminy Batalha (1801–2011) | Liczba ludności gminy Batalha (1801–2011) | Liczba ludności gminy Batalha (1801–2011) | Liczba ludności gminy Batalha (1801–2011) | Liczba ludności gminy Batalha (1801–2011) | Liczba ludności gminy Batalha (1801–2011) | Liczba ludności gminy Batalha (1801–2011) |
| ----------------------------------------- | ----------------------------------------- | ----------------------------------------- | ----------------------------------------- | ----------------------------------------- | ----------------------------------------- | ----------------------------------------- | ----------------------------------------- | ----------------------------------------- | ----------------------------------------- |
| 1801                                      | 1849                                      | 1900                                      | 1930                                      | 1960                                      | 1981                                      | 1991                                      | 2001                                      | 2004                                      | 2011                                      |
| 2 510                                     | 2 445                                     | 7 107                                     | 9 634                                     | 13 811                                    | 12 588                                    | 13 329                                    | 15 002                                    | 15 542                                    | 15 805                                    |

## Sołectwa
Sołectwa gminy Batalha (ludność wg stanu na 2011 r.):
- Batalha – 8548 osób
- Golpilheira – 1528 osób
- Reguengo do Fetal – 2169 osób
- São Mamede – 3560 osób

## Współpraca
- Trujillo, Hiszpania
- Joinville-le-Pont, Francja